# Serianthes
Serianthes es un género de árboles perteneciente a la familia de las fabáceas. Comprende 31 especies descritas y de estas, solo 12 aceptadas.

## Taxonomía
El género fue descrito por George Bentham y publicado en London Journal of Botany 3: 225. 1844.

## Especies aceptadas
A continuación se brinda un listado de las especies del género Serianthes aceptadas hasta agosto de 2012, ordenadas alfabéticamente. Para cada una se indica el nombre binomial seguido del autor, abreviado según las convenciones y usos.
- Serianthes grandiflora Benth.
- Serianthes hooglandii (Fosberg) Kanis
- Serianthes hooglandii subsp. hooglandii (Fosberg) Kanis
- Serianthes melanesica Fosberg
- Serianthes minahassae (Koord.) Merr. & L.M.Perry
- Serianthes minahassae subsp. fosbergii Kanis
- Serianthes minahassae subsp. ledermannii (Harms) Kanis
- Serianthes minahassae subsp. minahassae (Koord.) Merr. & L.M.Perry
- Serianthes myriadenia (Guill.) Benth.
- Serianthes nelsonii Merr.
- Serianthes robinsonii Fosberg
- Serianthes rurutensis (F. Brown) I.C. Nielsen